# Pfaffing (Górna Austria)
Pfaffing – gmina w Austrii, w kraju związkowym Górna Austria, w powiecie Vöcklabruck. 1 stycznia 2015 liczyła 1450 mieszkańców.